# سوينسبورغ
سوينسبورغ (بالإنجليزية: Swainsboro, Georgia)‏ هي مدينة تقع في مقاطعة إمانيوويل، جورجيا بولاية جورجيا في الولايات المتحدة. تبلغ مساحة هذه المدينة 32.9 (كم²)، وترتفع عن سطح البحر 99 م، بلغ عدد سكانها 7343 نسمة في عام 2010 حسب إحصاء مكتب تعداد الولايات المتحدة.

## أعلام
- كالفرت هينتون أرنولد
- ديك كوبر
- راي قاي
- لاري جون ويلسون
- ويل كلاكستون

## وصلات خارجية
- Cities & Counties - Georgia.gov